# Malaysia tại Thế vận hội
Malaysia tham gia Thế vận hội lần đầu năm 1964, và từ đó đã liên tục gửi các vận động viên (VĐV) tới các kỳ Thế vận hội Mùa hè, trừ lần tẩy chay Thế vận hội Mùa hè 1980. Malaysia lần đầu tiên tham dự Thế vận hội Mùa đông năm 2018.
Liên bang Mã Lai (nay là các bang Tây Malaysia) hiện diện tại đại hội với tên Mã Lai (MAL) vào các năm 1956 và 1960. Bang Sabah ngày nay từng gửi đoàn thể thao riêng tới kỳ năm 1956 với tư cách Bắc Borneo, và Singapore cũng từng dự Thế vận hội từ 1948 tới 1960. Sau khi các vùng thuộc địa Anh này liên minh với nhau lập thành nước Malaysia độc lập năm 1963, quốc gia mới góp mặt lần đầu tại Thế vận hội Mùa hè 1964. Malaysia sử dụng mã quốc gia MAL của Mã Lai cho tới 1988 khi mã MAS bắt đầu được dùng. Singapore sau này tái độc lập khỏi Malaysia năm 1965 và lại tham gia với tư cách Singapore từ 1968 trở đi.
Các VĐV Malaysia đã giành 11 huy chương Olympic, 8 trong số đó thuộc môn cầu lông, 2 thuộc môn nhảy cầu và 1 thuộc môn đạp xe. Punch Gunalan và Ng Boon Bee là những VĐV Malaysia đầu tiên đạt thành tích có thể xếp huy chương khi vào đến trận chung kết đôi nam cầu lông tại Thế vận hội Mùa hè 1972. Tuy nhiên, cầu lông tại kỳ năm 1972 là môn trình diễn với mục đích giới thiệu tới đại hội, nên không có huy chương chính thức. Đến năm 1992, Malaysia mới có tấm huy chương Olympic đầu tiên. VĐV Malaysia thành công nhất tại Thế vận hội tính theo số huy chương đoạt được là Lee Chong Wei với 3 bạc môn cầu lông.
Ủy ban Olympic quốc gia của Mã Lai được thành lập năm 1953 và được công nhận bởi Ủy ban Olympic Quốc tế năm 1954. Ủy ban này sau đó trở thành Ủy ban Olympic quốc gia của Malaysia.

## Bảng huy chương

### Thế vận hội Mùa hè
| Thế vận hội           | Số VĐV                                         | Vàng                                           | Bạc                                            | Đồng                                           | Tổng số                                        | Xếp thứ                                        |
| Melbourne 1956        | với tư cách Malaysia (MAL) và Bắc Borneo (NBO) | với tư cách Malaysia (MAL) và Bắc Borneo (NBO) | với tư cách Malaysia (MAL) và Bắc Borneo (NBO) | với tư cách Malaysia (MAL) và Bắc Borneo (NBO) | với tư cách Malaysia (MAL) và Bắc Borneo (NBO) | với tư cách Malaysia (MAL) và Bắc Borneo (NBO) |
| Roma 1960             | với tư cách Malaysia (MAL)                     | với tư cách Malaysia (MAL)                     | với tư cách Malaysia (MAL)                     | với tư cách Malaysia (MAL)                     | với tư cách Malaysia (MAL)                     | với tư cách Malaysia (MAL)                     |
| Tokyo 1964            | 62                                             | 0                                              | 0                                              | 0                                              | 0                                              | -                                              |
| Thành phố México 1968 | 31                                             | 0                                              | 0                                              | 0                                              | 0                                              | -                                              |
| München 1972          | 45                                             | 0                                              | 0                                              | 0                                              | 0                                              | -                                              |
| Montréal 1976         | 23                                             | 0                                              | 0                                              | 0                                              | 0                                              | -                                              |
| Moskva 1980           | không tham dự                                  | không tham dự                                  | không tham dự                                  | không tham dự                                  | không tham dự                                  | không tham dự                                  |
| Los Angeles 1984      | 21                                             | 0                                              | 0                                              | 0                                              | 0                                              | -                                              |
| Seoul 1988            | 9                                              | 0                                              | 0                                              | 0                                              | 0                                              | -                                              |
| Barcelona 1992        | 26                                             | 0                                              | 0                                              | 1                                              | 1                                              | 54                                             |
| Atlanta 1996          | 35                                             | 0                                              | 1                                              | 1                                              | 2                                              | 58                                             |
| Sydney 2000           | 40                                             | 0                                              | 0                                              | 0                                              | 0                                              | -                                              |
| Athens 2004           | 26                                             | 0                                              | 0                                              | 0                                              | 0                                              | -                                              |
| Bắc Kinh 2008         | 32                                             | 0                                              | 1                                              | 0                                              | 1                                              | 70                                             |
| Luân Đôn 2012         | 29                                             | 0                                              | 1                                              | 1                                              | 2                                              | 63                                             |
| Rio de Janeiro 2016   | 32                                             | 0                                              | 4                                              | 1                                              | 5                                              | 60                                             |
| Tokyo 2020            | chưa diễn ra                                   |                                                |                                                |                                                |                                                |                                                |
| Paris 2024            | chưa diễn ra                                   |                                                |                                                |                                                |                                                |                                                |
| Los Angeles 2028      | chưa diễn ra                                   |                                                |                                                |                                                |                                                |                                                |
| Tổng số               | Tổng số                                        | 0                                              | 7                                              | 4                                              | 11                                             | 101                                            |

| Thế vận hội         | Số VĐV       | Vàng | Bạc | Đồng | Tổng số | Xếp thứ |
| Pyeongchang 2018    | 2            | 0    | 0   | 0    | 0       | -       |
| Bắc Kinh 2022       | chưa diễn ra |      |     |      |         |         |
| Milano–Cortina 2026 |              |      |     |      |         |         |

### Huy chương theo môn
| Môn thi đấu        | Vàng | Bạc | Đồng | Tổng số |
| ------------------ | ---- | --- | ---- | ------- |
| Cầu lông           | 0    | 6   | 2    | 8       |
| Nhảy cầu           | 0    | 1   | 1    | 2       |
| Xe đạp             | 0    | 0   | 1    | 1       |
| Tổng số (3 đơn vị) | 0    | 7   | 4    | 11      |

## VĐV giành huy chương
|      |                                   |                     |          |                        |  |  |
| Đồng | Razif Sidek Jalani Sidek          | Barcelona 1992      | Cầu lông | Đôi nam                |  |  |
|      |                                   |                     |          |                        |  |  |
| Bạc  | Cheah Soon Kit Yap Kim Hock       | Atlanta 1996        | Cầu lông | Đôi nam                |  |  |
| Đồng | Rashid Sidek                      | Atlanta 1996        | Cầu lông | Đơn nam                |  |  |
|      |                                   |                     |          |                        |  |  |
| Bạc  | Lee Chong Wei                     | Bắc Kinh 2008       | Cầu lông | Đơn nam                |  |  |
|      |                                   |                     |          |                        |  |  |
| Bạc  | Lee Chong Wei                     | Luân Đôn 2012       | Cầu lông | Đơn nam                |  |  |
| Đồng | Pandelela Rinong                  | Luân Đôn 2012       | Nhảy cầu | 10 mét cầu cứng nữ     |  |  |
|      |                                   |                     |          |                        |  |  |
| Bạc  | Lee Chong Wei                     | Rio de Janeiro 2016 | Cầu lông | Đơn nam                |  |  |
| Bạc  | Goh V Shem Tan Wee Kiong          | Rio de Janeiro 2016 | Cầu lông | Đôi nam                |  |  |
| Bạc  | Chan Peng Soon Goh Liu Ying       | Rio de Janeiro 2016 | Cầu lông | Đôi nam nữ             |  |  |
| Bạc  | Cheong Jun Hoong Pandelela Rinong | Rio de Janeiro 2016 | Nhảy cầu | 10 mét cầu cứng đôi nữ |  |  |
| Đồng | Azizulhasni Awang                 | Rio de Janeiro 2016 | Xe đạp   | Keirin nam             |  |  |